# Mareuil-le-Port
Mareuil-le-Port är en kommun i departementet Marne i regionen Grand Est (tidigare regionen Champagne-Ardenne) i nordöstra Frankrike. Kommunen ligger i kantonen Dormans som tillhör arrondissementet Épernay. År 2022 hade Mareuil-le-Port 1 151 invånare.

## Befolkningsutveckling
Antalet invånare i kommunen Mareuil-le-Port
| Referens: INSEE |